# St. Jacques-Coomb's Cove
St. Jacques-Coomb's Cove é uma pequena cidade localizada na província canadense de Terra Nova e Labrador. De acordo com o censo canadense de 2016, a cidade tinha uma população de 588 habitantes.